# 布拉戈瓦爾區

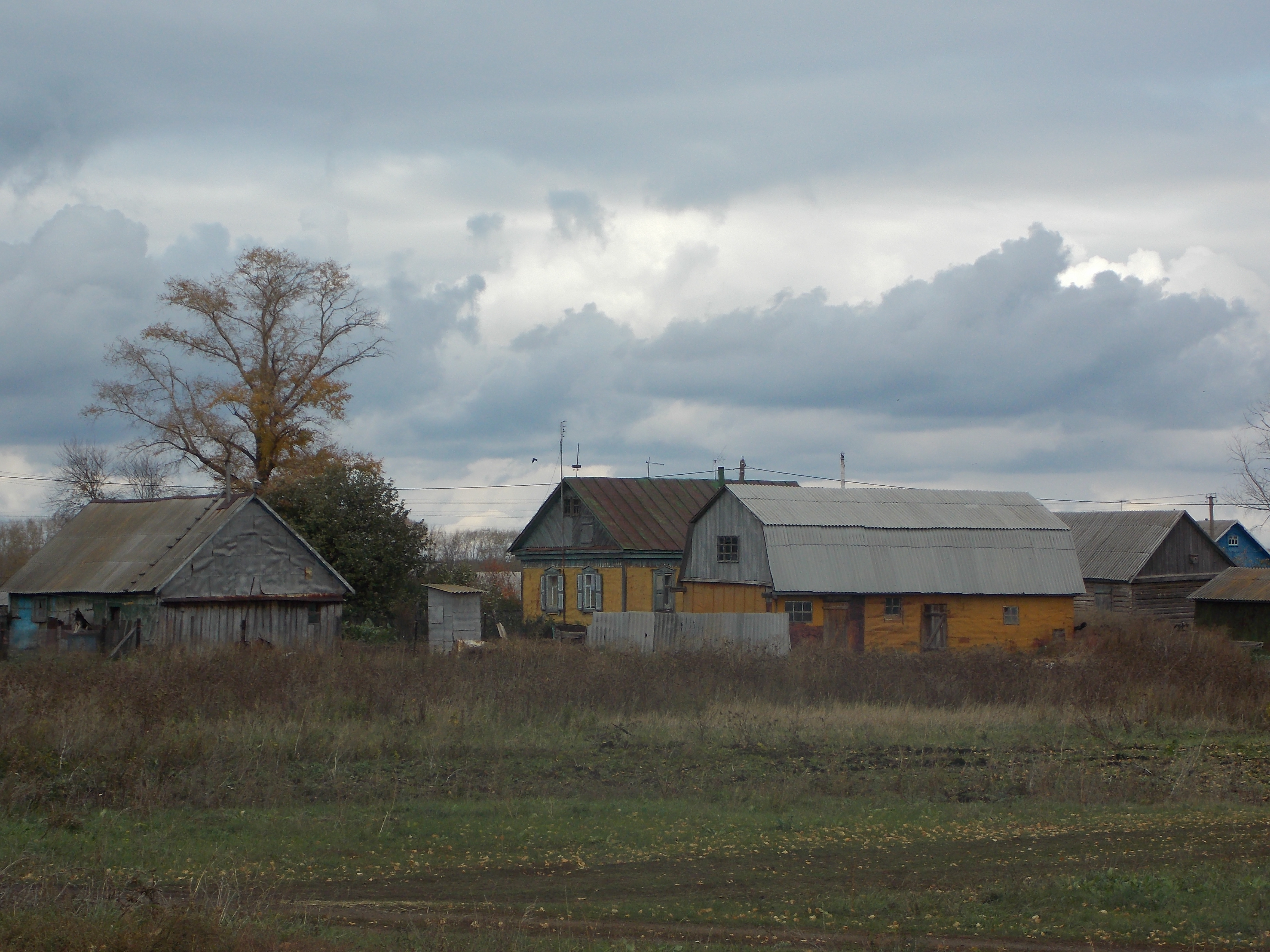

54°42′N 55°01′E / 54.700°N 55.017°E
布拉戈瓦爾區（俄语：Благоварский район），是俄羅斯的一個區，位於該國西南部，由巴什科爾托斯坦共和國負責管轄，始建於1935年，面積1,688平方公里，2010年人口26,004，人口密度每平方公里15.4人。